# Simmine
Simmine – miasto w Iranie, w ostanie Azerbejdżan Zachodni, w szahrestanie Bukan. W 2006 roku liczyło 1345 mieszkańców.